# Uniforme de la selección de fútbol de Australia
El primer uniforme de la selección de fútbol de Australia fue de color celeste con blanco y marrón que eran los colores representativos de los Estados de Nueva Gales del Sur y Queensland, hasta que en 1924 y hasta 1924 cambiaron sus colores por los actuales verde y dorado.
Usualmente el uniforme de Australia ha sido camisa color amarillo, pantalón verde y medias en amarillo desde los años 1960, aunque más adelante ha cambiado en pequeños detalles como en los años 1980 y años 1990 que era totalmente amarillo. El uniforme de visitante usualmente es de color azul real en su totalidad.
En el uniforme usualmente aparece el escudo de armas de Australia. En las versiones réplica, sin embargo, aparece el logo de la Federación de Fútbol de Australia.

## Proveedores
Selección Absoluta 
| Proveedor | Periodo       |
| --------- | ------------- |
| Umbro     | 1973-82       |
| Adidas    | 1982-90       |
| KingRoo   | 1990-93       |
| Patrick   | 1993          |
| Adidas    | 1993-2004     |
| Nike      | 2004-presente |

## Evolución

### Titular
| 1922 | 1924 | 1925 | 1933 | 1937 | 1954 | c.1960–72 | c.1960–72L | 1973–74 | 1974 |

| 1975–76 | 1977–79 | 1980–1982 | 1982–1984 | 1984 | 1985 | 1986 | 1987 | 1988–1990 | 1990–1993 |

| 1993–1994 | 1994–1996 | 1996–1998 | 1998–2000 | 2000-2001 | 2001-2002 CC | 2002–03 | 2004–2006 | 2006–08 | 2008–10 |

| 2010–12 | 2012–14 | 2014–16 | 2016–18 | 2018–20 | 2020–22 | 2022–25 | 2025– |

### Olímpica
| Melbourne 1956 | Seul 1988 | Barcelona 1992 | Atlanta 1996 | Sydney 2000 | Atenas 2004 | Pekín 2008 | Tokio 2020 |

### Alternativo
| c.1960–72 | 1973–74 | 1974 WC | 1979–80 | 1980–81 | 1982–83 | 1984 | 1984–85 | 1986–87 | 1988–89 |

| 1990–93 | 1993–96 | 1996–98 | 1999–2000 | 2001 CC | 2002–03 | 2004–05 | 2006–08 | 2009 | 2010–11 |

| 2012–13 | 2014–15 | 2016–18 | 2018–19 | 2020–22 | 2022–25 | 2025– |

### Olímpica
| Seul 1988 | Barcelona 1992 | Atlanta 1996 | Sydney 2000 | Atenas 2004 | Pekín 2008 | Tokio 2020 |

### Tercero/Combinaciones
| 1960s-80s | 1960s-80s |  | Alemania 1974 | 1980s | 1980s | 1990-91 | 1997 |

| OFC 2004 | 2004 | 2005 vs México | Brasil 2014 VS Chile | 2018-2019 | 2018-2019 | 2020-2021 | 2022– | 2022– |

### Arquero
| 2014-2015 | 2014-2015 | 2014-2015 | 2014-2015 | 2016-2018 | 2016-2018 | 2016-2018 | 2018-2019 | 2018-2019 | 2018-2019 |

| 2020-2022 | 2020-2022 | 2022-Actual | 2022-Actual | 2022-Actual |  |
| --------- | --------- | ----------- | ----------- | ----------- |  |